# Tramoyes
Tramoyes település Franciaországban, Ain megyében. Lakosainak száma 1845 fő (2022. január 1.). Tramoyes Beynost, La Boisse, Mionnay, Miribel, Montluel és Saint-Maurice-de-Beynost községekkel határos.

## Népesség
A település népessége az elmúlt években az alábbi módon változott:
| Lakosok száma | 364  | 788  | 1136 | 1609 | 1657 | 1674 | 1681 | 1776 | 1823 | 1845 |
|               | 1968 | 1982 | 1990 | 2006 | 2013 | 2015 | 2017 | 2019 | 2020 | 2022 |